# 索洛卡巴體育會
索洛卡巴體育會（Clube Atlético Sorocaba），簡稱索洛卡巴，是一支巴西聖保羅的足球會，成立於1991年，在巴保聯乙組作賽。2014年巴保聯降班，球會持有人為統一教堂